# سيدريك هاريس
سيدريك هاريس (بالإنجليزية: Cedric Harris)‏ هو منافس ألعاب قوى دومينيكاوي، ولد في 28 فبراير 1967.

## وصلات خارجية
- سيدريك هاريس على موقع الاتحاد الدولي لألعاب القوى (الإنجليزية)
- سيدريك هاريس على موقع أوليمبيديا (الإنجليزية)
- سيدريك هاريس على موقع اتحاد ألعاب الكومنولث (مؤرشف) (الإنجليزية)